# Danuta Jaworska
Danuta Jaworska (Danka) (ur. 1951 w Warszawie) – malarka pochodzenia polskiego mieszkająca i tworząca w Szwecji.

## Życiorys
Po ukończeniu Liceum Sztuk Plastycznych w Warszawie rozpoczęła studia na Wydziale Architektury Wnętrz Akademii Sztuk Pięknych w Warszawie, a następnie kontynuowała naukę w École Nationale Supérieure des Arts Décoratifs (ENSAD) w Paryżu, na Wydziale Komunikacji Wizualnej. Od 1976 mieszka na stałe w Szwecji. Eksperymentowała z różnymi technikami malarskimi (pastele, olej, akryl). W 1980 otrzymała niemieckie stypendium artystyczne DAAD i wyjechała na rok do Worpswede. Po powrocie rozpoczęła studia eksternistyczne na Wydziale Grafiki na Kungliga Akademien för de fria Konsterna w Sztokholmie. W 1984-1985 przebywała w Ightam w Wielkiej Brytanii, gdzie odbywała staż w pracowni sitodruku Pratt Contemporery. Współpracowała z Folkpera w Sztokholmie (afisze, scenografia). Jest bardzo aktywną artystką, miała przeszło 100 wystaw indywidualnych m.in. w Szwecji, Niemczech, Polsce, Danii, Anglii, i we Włoszech. Zajmuje się malarstwem, grafiką, ilustracją książkową i fotografią, jak również wielkoformatowym malarstwem ściennym/muralami. Jej prace znajdują się w wielu kolekcjach prywatnych, jak i muzeów na całym świecie.